# Раньери, Катина
Кати́на Ранье́ри (итал. Katyna Ranieri; настоящее имя — Кате́рина; Фоллоника, Тоскана, Италия, 31 августа 1925 — Рим, Лацио, Италия, 2 сентября 2018) — итальянская певица и актриса.

## Биография
Родилась в 1925 году в Фоллонике, на юге Италии. Дебютировала как певица сразу после окончания Второй мировой войны, выступая в клубах для американских вооружённых сил. Позднее участвовала в варьете-шоу в труппах Фанфуллы и Тино Скотти как субретка.
В 1953 году дебютировала на Фестивале Сан-Ремо, исполнив четыре песни; в финал вышла композиция No Pierrot в дуэте с Акилле Тольяни. Однако наибольший успех имела песня Acque amare, написанная Карло Альберто Росси: хотя она и не попала в финал, даже несмотря на популярность версии в исполнении Карлы Бони, версия Раньери также обрела признание благодаря её оригинальной интерпретации и новаторской, по тем временам, аранжировке маэстро Армандо Тровайоли.
В том же году она дебютировала в кино в фильме Fermi tutti... arrivo io!, за которым последовали Viva la rivista! и Capitan Fantasma. Общенациональную популярность Раньери приобрела в 1954 году после участия в Фестивале Сан-Ремо, где исполнила три песни, включая Canzone da due soldi, занявшую второе место. В мае она также приняла участие в Неаполитанском фестивале, выйдя в финал с песнями Pulecenella (в дуэте с Джакомо Рондинеллой) и Mannaggia 'o suricillo (в дуэте с Марией Парис).

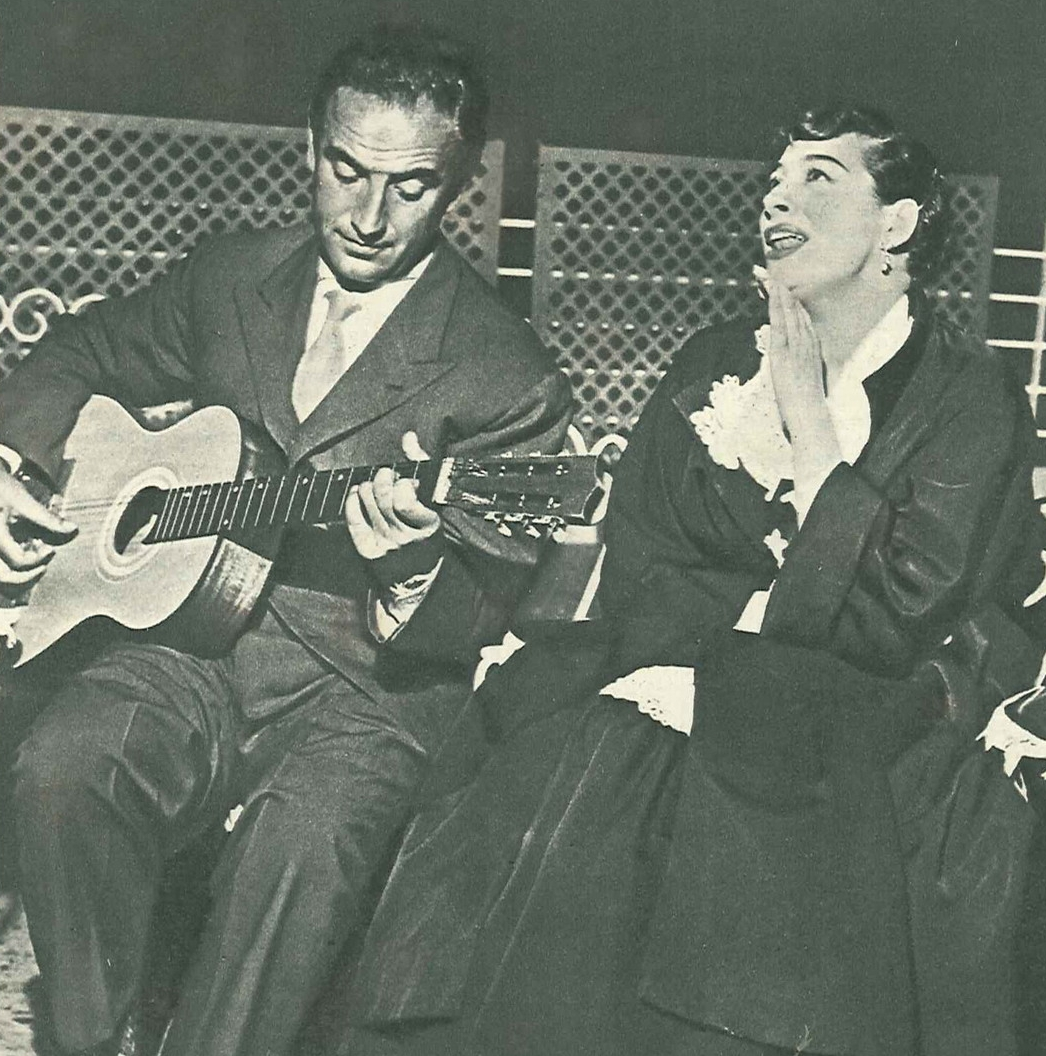
Катина Раньери поет в сопровождении гитары известного неаполитанского композитора Уго Кализе в 1956 году

Красивая и обаятельная, Катина Раньери зарекомендовала себя как певица большой выразительности, свободно переходившая от мелодических композиций к джазовым, обладая деликатным, гибким и чувственным голосом.
В первый раз вышла замуж за офицера авиации Эузепио Стернини, от которого родила сына Энрико. В 1954 году супруги расстались, и Раньери познакомилась с композитором Рицем Ортолани, за которого вышла замуж в 1956 году в Мехико. Однако, поскольку этот брак не был признан в Италии, Стернини обвинил её в двоежёнстве, в результате чего она была приговорена к восьми месяцам тюремного заключения, но освобождена по амнистии в мае 1960 года. Ситуация окончательно разрешилась лишь в 1964 году, когда первый брак был аннулирован Священной Ротой, и Раньери сочеталась официальным итальянским браком с Ортолани. От этого союза родилась дочь — Риция Ортолани.
В середине 50-х годов вошла в состав вокального коллектива итальянского радио RAI, сопровождаемого оркестром Карло Савины, и подписала контракт с RCA Italiana. Её альбом La ragazza di Piazza di Spagna принёс ей известность и на международном уровне. Отправившись в Латинскую Америку на длительные гастроли, она добилась большого успеха, выступая вместе с Ортолани в шоу, транслировавшемся по мексиканскому телевидению.

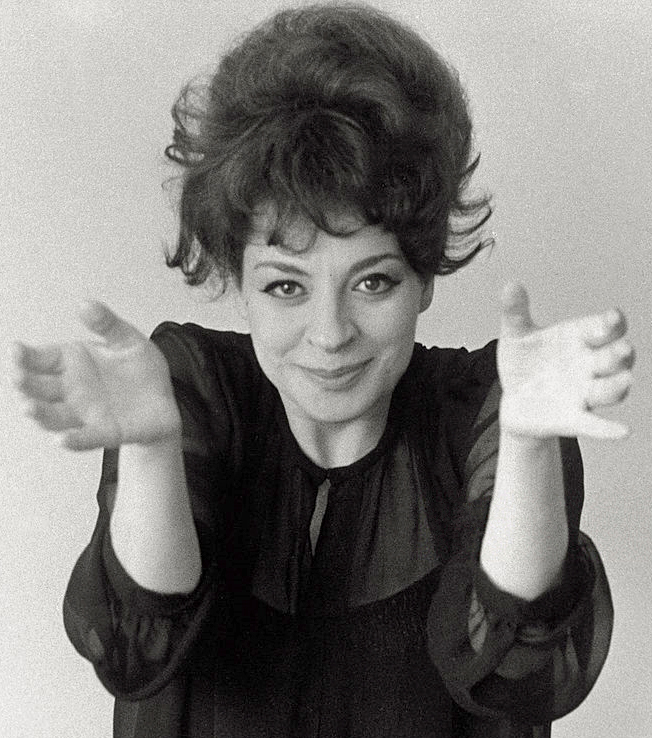
Катерина Раньери в 1962 году

В 1962 году записала сингл Nessuno mai mi ha mandato dei fior, написанный Пьеро Чиампи.
Международную известность получила благодаря песне More из фильма Собачий мир (1962), написанной все тем же Рицем Ортолани и номинированной на премию «Оскар». Раньери исполнила как итальянскую версию песни — Ti guarderò nel cuore, так и английскую — More, обе из которых стали успешными.
Она остаётся единственной итальянской певицей, выступавшей на церемонии вручения премии «Оскар» — в 1964 году. Прославившись на международной сцене, гастролировала по всему миру.
В её репертуаре присутствует также кавер-версия песни Джонни Гитара из одноимённого вестерна 1954 года режиссёра Николаса Рэя.
Как певица сотрудничала с Нино Ротой в нескольких фильмах Федерико Феллини, включая 8½ и Амаркорд.
Песня Oh my love, написанная Ортолани в 1971 году и исполненная Раньери для фильма Прощай, дядя Том (реж. Гуальтьеро Якопетти и Джорджо Проспери), была использована в фильме Драйв (2011) Николаса Виндинга Рефна и Последние будут последними (2015) Массимилиано Бруно.
Среди многочисленных телевизионных выступлений особое место занимает музыкальная программа C'è un'orchestra per lei, которую она вела весной 1976 года вместе с мужем Рицем Ортолани и актёром Стефано Сатта Флоресом на национальном телеканале RAI.
Катина Раньери скончалась в Риме в ночь на 2 сентября. 31 августа ей исполнилось 93 года, и она отпраздновала этот день в кругу семьи, в день, который также был годовщиной ее свадьбы с Ортолани, скончавшимся в 2014 году. Она оставила дочь Рицию и сына Энрико.
В 2022 году песня, исполненная ею в 1960-х годах и переизданная под названием La dolce vita (Original Vocal Version), была выбрана для международной рекламной кампании нового автомобиля Fiat 500e с участием Леонардо ДиКаприо. Композиция, написанная Нино Ротой, была переиздана лейблом CAM Sugar как сингл.